# Rentier
Rentier (fr. rentier) – osoba utrzymująca się z dochodów pasywnych płynących od posiadanego kapitału, nieruchomości, odsetek od papierów wartościowych (akcji, obligacji itp.) lub wkładów bankowych.